# Ebbe Borg

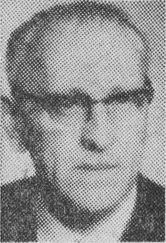
Ebbe Borg

Ebbe Linné Borg, född 27 november 1908 i Örkelljunga församling, Kristianstads län, död där 17 augusti 1987, var en svensk arkitekt.
Borg, som var son till byggmästare Selander Borg och Hilma Jansson, utexaminerades från Chalmers tekniska institut 1930 och från Kungliga Tekniska högskolan 1931. Han var anställd hos länsarkitekt Erik Friberger i Göteborg 1931–1935 och bedrev egen arkitektverksamhet i Göteborg 1933–1935, var byggnadskonsulent i Askims landskommun 1935, biträdande länsarkitekt i Värmlands och Örebro län 1936–1939, länsarkitekt i Örebro län 1939–1949, i Malmöhus län 1950–1962 och bedrev egen arkitektverksamhet i Malmö från 1962.
Borg var styrelseordförande i AB Skånsk Byggtjänst från 1957 och i Arlövs Exploaterings AB från 1962. Han var ordförande i Länsarkitekternas förening 1949–1959, i Mellansveriges arkitektförening 1945–1947, i Arkitektföreningen för Södra Sverige 1955–1956 och i Svenska Arkitekters Riksförbund 1957–1959. Han var expert i 1951 års byggnadsutredning, i 1954 års fastighetsbildningskommitté, i 1960 års naturvårdsutredning och i subkommitté A av organisationskommittén för Lunds tekniska högskola. Han var expropriationstekniker i Malmöhus län från 1950. 
Borg upprättade bland annat stadsplan i Marstrand och byggnadsplaner i Askim. Han ritade bland annat fabriksbyggnader i Örebro, barnhem i Karlskoga, Örebro, Karlstad och Kumla samt skolbyggnader i Hallsberg och Örkelljunga. Han var prisdomare i ett flertal arkitekttävlingar. Han skrev artiklar om samhälls-, planerings- och naturvårdsfrågor i dags- och fackpress.